# Víctor Hevia Granda
Víctor Hevia Granda (Oviedo, 1885 - íd, 1957) fue un escultor español.

## Biografía
Residió durante su infancia en el antiguo monasterio de San Vicente, lugar donde estaba instalada la Diputación Provincial de Oviedo de la que su padre era empleado, lo que influyó en su sensibilidad artística. Estudió en la Escuela de Artes y Oficios desde 1898 hasta 1907, año en el que, tras obtener una beca de la Diputación Provincial, ingresó en la Escuela Superior de Bellas Artes de San Fernando de Madrid. Tras su paso por la Escuela Superior de Pintura y Escultura residió varios años en  Roma.

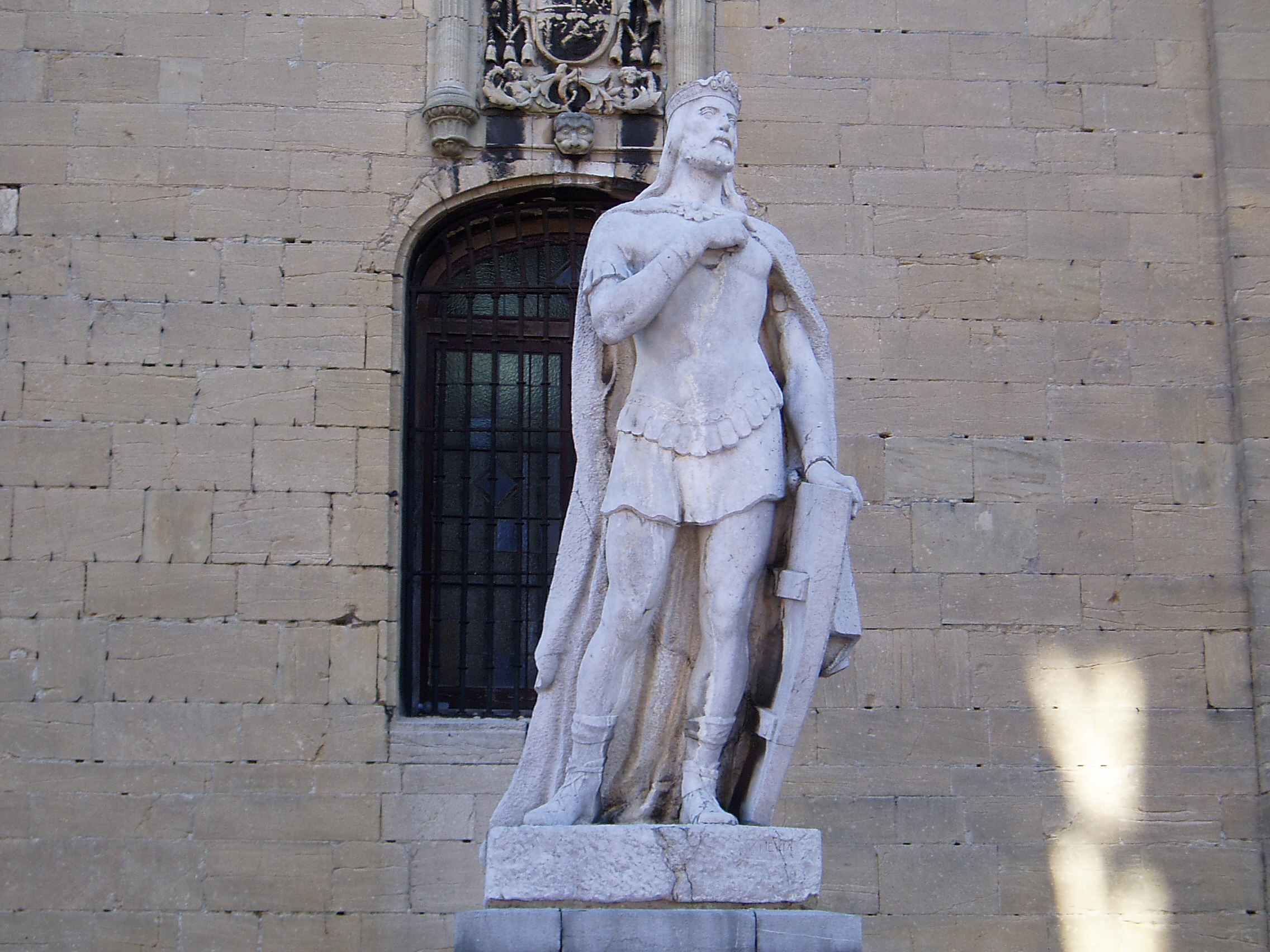
Alfonso II el Casto. Plaza de Alfonso II o de la Catedral. Oviedo.

En la Exposición Nacional de Bellas Artes de 1910, presentó su obra El Ocaso, elogiada por Mariano Benlliure, y en la de 1915 El Galeote, con la que ganó la Tercera Medalla en escultura y el Premio del Círculo de Bellas Artes. A su vuelta de Italia expuso en Oviedo toda la obra realizada en ese país, incluyendo El Ocaso, El Galeote y Friné ante los jueces.
En 1917 fundó, junto con otros compañeros, la famosa Tertulia La Claraboya, de talante liberal, que le encarga ejecutar un monumento a Clarín y otro a Campoamor (esculturas que se situaron en el Campo de San Francisco y que en gran parte se destruyeron durante la guerra civil española de 1936). En ese año ganó el Primer Premio de medallones conmemorativos de la Batalla de Covadonga y de la coronación canónica de la Virgen de Covadonga, acontecimientos celebrados en 1918.
El cabildo de la Catedral de Oviedo le encomendó en 1921 la restauración y limpieza de la Cámara Santa, trabajo que le sería de gran utilidad para la posterior reconstrucción de la misma tras su voladura tras los sucesos revolucionarios de la Revolución de Asturias de 1934. En 1940 le fueron encargados los trabajos de restauración del apostolado románico de la Capilla de San Miguel de la Cámara Santa. De la calidad de su trabajo habla la opinión de uno de sus colaboradores:

Yo sé labrar, lo que no sé es hacer que las piedras que yo labro queden tan viejas como las viejas. A mí me mandan hacer y yo lo hago sin variar un centímetro. Pero eso otro tiene que hacerlo don Víctor.

Víctor Hevia fue académico correspondiente de la Real Academia de Bellas Artes de San Fernando, miembro de número del Real Instituto de Estudios Asturianos, Vocal de la Junta, Conservador y Adjunto a la Dirección, desde 1949, del Museo Arqueológico de Asturias, Consejero del Museo del Pueblo Español de Barcelona y profesor de la Escuela de Artes y Oficios de Oviedo desde 1925.

## Obras

### Propias
Entre sus múltiples obras destacan:

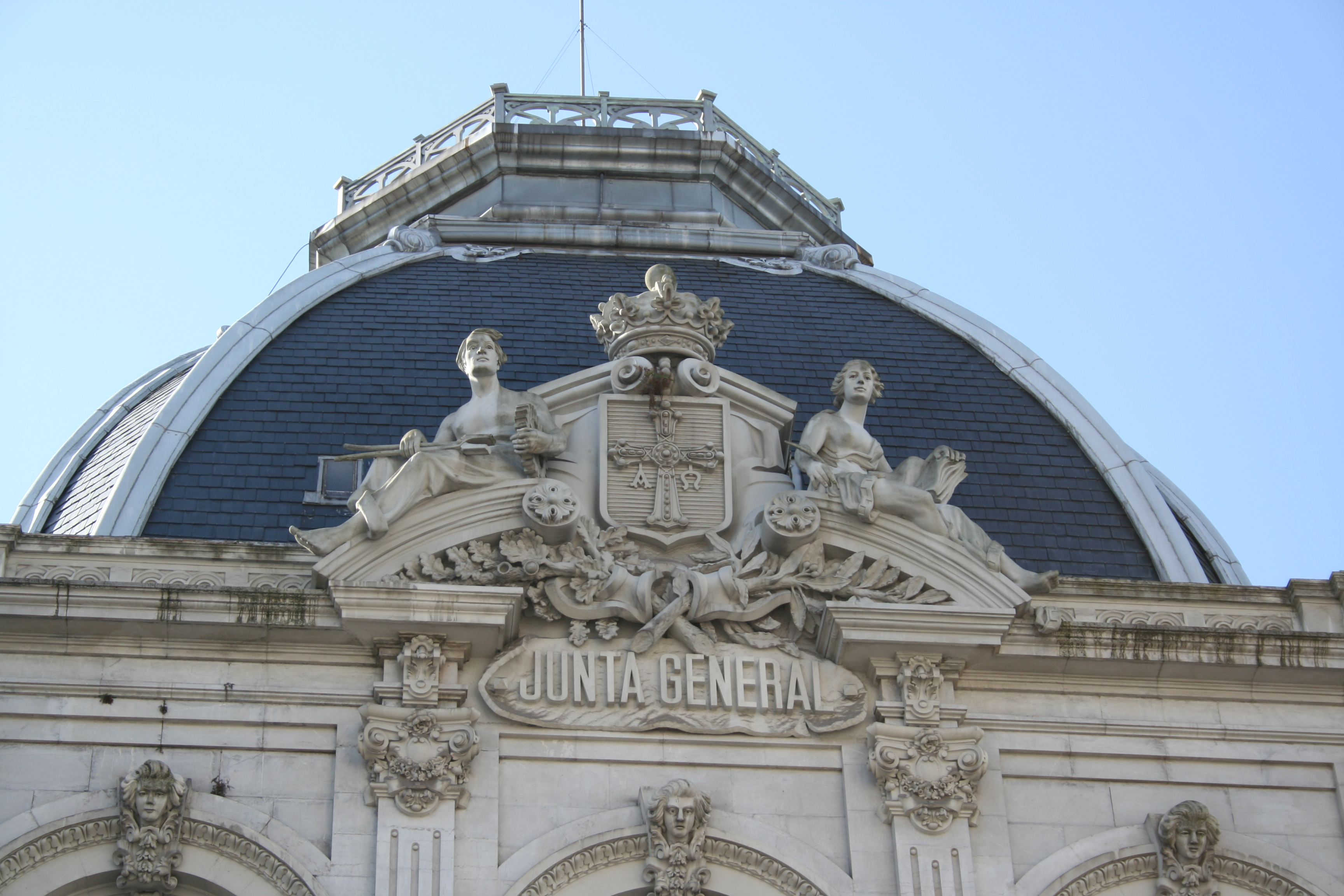
Escudo alegórico de la fachada del palacio de la Junta General del Principado de Asturias. Oviedo. El escudo de Asturias está flanqueado por dos esculturas que representan la Historia y el Trabajo.

- Escudo de la fachada del palacio de la Junta General del Principado de Asturias, (1913).
- Placa en memoria del cabo Luis Noval, 1910, fachada del edificio donde vivió en la calle Santa Susana nº12, Oviedo.
- Mausoleo del cabo Luis Noval, (1916), y de los Mausoleos de las  familias Del Río y Gómez-Morán en el Cementerio de Oviedo.
- Amor y Dolor, (1925), en el Campo de San Francisco de Oviedo.
- Busto a Juan Rodríguez Muñiz, (1927), maestro de varias generaciones de ovetenses, entre los que se encuentran afamados intelectuales como Ramón Pérez de Ayala, y costeada por sus antiguos alumnos, en el Campo de San Francisco de Oviedo.
- Monumento a Leopoldo Alas "Clarín", (1931), en colaboración con Manuel Álvarez Laviada, en el Campo de San Francisco de Oviedo. Fue muy dañado en la Guerra Civil, y lo pudo reconstruir en parte tras la contienda.
- Monumento a José Tartiere, (1933), también en colaboración con Manuel Álvarez Laviada en el Paseo de los Álamos de Oviedo.
- Busto de Adolfo Prieto y Álvarez de las Vallinas, (1945), en Sama de Grado.
- Busto de Carlos Tartiere, (1950), en el estadio de su mismo nombre, en Oviedo.
- Busto de Julián Clavería, (1944), en la calle Emilio Rodríguez Vigil de Oviedo.
- Monumento a Martín González del Valle, Marqués de la Vega de Anzo, (1954), en Grado.
- Estatua del rey Alfonso II de Asturias en la Plaza de Alfonso II o de la Catedral de Oviedo.
- Busto de Eladio García Jove en Sotrondio.[8]
- Lápida de Fermín Canella Secades, (1926), en la casa donde vivió en la calle de Fruela de Oviedo.
- Busto de Manuel Artime, en Candás.
- Busto de José Tartiere Lenegre, en Lugones.
- Busto de Ramón de Campoamor, en el teatro de su mismo nombre, en Oviedo.
- Alegorías al Trabajo y las Artes, edificio de la Diputación, calle Fruela, Oviedo.

### Restauraciones

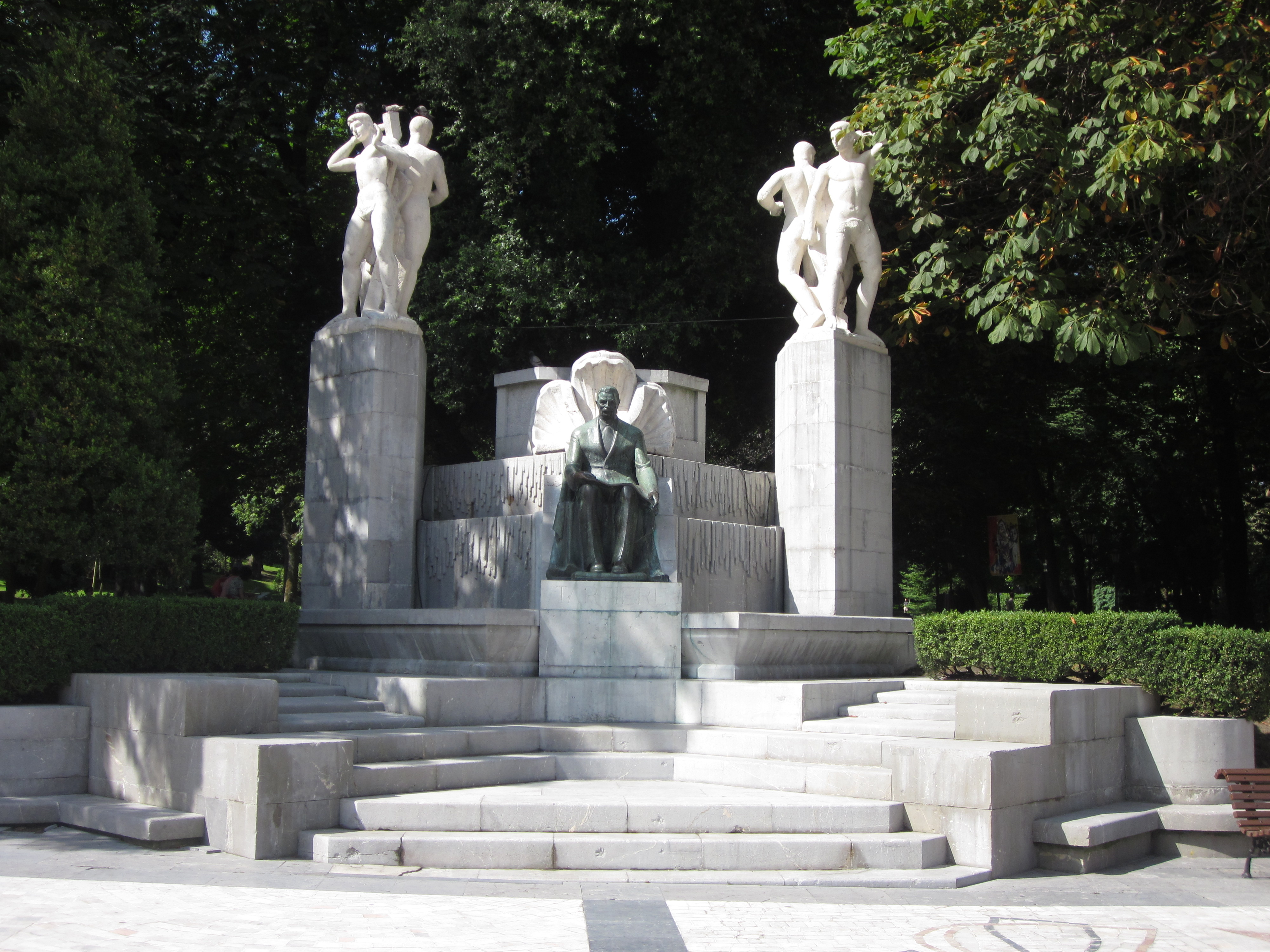
Monumento a José Tartiere Lenegre en el Campo de San Francisco en Oviedo.

Casi todas las restauraciones que llevó a cabo fueron de obras de arte destruidas por la Revolución de Asturias de 1934 o por la Guerra Civil:
- Apostolado románico de la Cámara Santa de la Catedral de Oviedo.
- Imágenes de la Virgen Blanca y de Alfonso XI del Claustro de la Catedral de Oviedo.
- Mausoleo de Fernando de Valdés-Salas de la Colegiata de Salas, original de Pompeyo Leoni.
- Retablo en terracota de la Capilla de la Virgen del Valle, en Pravia, en el que también incluyó unos altorrelieves propios.
- Portada románica de la antigua iglesia de San Isidoro de Oviedo, trasladada y montada en el Campo de San Francisco de la misma ciudad.

## Publicaciones

### Como autor
- Hevia Granda, Víctor (1948). «Reja gótica, púlpitos renacentistas y ambones platerescos del antiguo coro de la Catedral de Oviedo.». Boletín del Real Instituto de Estudios Asturianos (4): 109-113.

### Como coautor
- Fernández-Buelta, José María; Hevia Granda, Víctor (1948). «Ruinas del Oviedo primitivo.». Boletín del Real Instituto de Estudios Asturianos (4): 114-128.
- Fernández-Buelta, José María; Hevia Granda, Víctor (1949). «La Cámara Santa de Oviedo. Su primitiva construcción, su destrucción y reconstrucción.». Boletín del Real Instituto de Estudios Asturianos (6): 51-118.
- Fernández-Buelta, José María; Hevia Granda, Víctor (1950). «Nueva fase de las excavaciones del Oviedo antiguo.». Boletín del Real Instituto de Estudios Asturianos (10): 119-159.
- Fernández-Buelta, José María; Hevia Granda, Víctor (1951). «Tercera fase de las excavaciones del Oviedo antiguo.». Boletín del Real Instituto de Estudios Asturianos (13): 113-128.

## Honores
- Caballero de la Orden de San Gregorio Magno.[10]
- Comendador de la Orden de Isabel la Católica, con placa.[10]
- Comendador de la Orden de Alfonso X el Sabio.[10]
- Medalla de Oviedo.[10]